# Ahr
Ahr je řeka v Německu, dlouhá 85 kilometrů. Protéká spolkovými zeměmi Severní Porýní-Vestfálsko a Porýní-Falc a vlévá se zleva do Rýna. 
Pramení ve sklepě hrázděného domu u Blankenheimu v pohoří Eifel. Podél řeky vede železnice Ahrtalbahn a cyklostezka. K přítokům Ahru patří Trierbach, Armuthsbach a Adenauerbach. Přírodní památkou je skála Bunte Kuh, vypínající se nad údolím řeky poblíž Walporzheimu. U vesnice Dernau byl v době studené války vybudován bunkr pro západoněmeckou vládu (část komplexu je přístupná veřejnosti). Neregulované ústí řeky nedaleko Sinzigu bylo vyhlášeno přírodní rezervací.
Název řeky je odvozen z keltského výrazu aha, označujícího vodu. V okolí byly nalezeny archeologické doklady římského osídlení. 
V údolí Ahru jsou vysazeny vinice. Na rozdíl od ostatních vinařských oblastí Německa zde převažují modré odrůdy jako Rulandské modré a Modrý Portugal. V Mayschoßu bylo založeno družstvo vinařů již v roce 1868.
Po silných deštích v červenci 2021 se řeka rozvodnila a dosáhla rekordního stavu vody 575 cm. Katastrofa si vyžádala 130 lidských životů a zdevastovala historické město Bad Neuenahr-Ahrweiler.